# 小行星2361
小行星2361（2361 Gogol）是一颗绕太阳运转的小行星，为主小行星带小行星。该小行星于1976年4月1日发现。
該小行星以俄羅斯作家尼古拉·果戈里命名。

## 轨道参数
小行星2361的轨道半长轴为3.1363455 UA，离心率为0.143。